# Йордан Караджов
Йордан Петров Караджов, по-известен като Йордан Караджов или Данчо Караджов е български рок-музикант, фронтмен на група „Сигнал“.

## Биография
Роден е в София на 20 януари 1952 г. Баща му, Петър Караджов, е бивш боксьор от отбора на Славия, но също така е пеел в хор „Кавал“. Данчо учи в 36-о основно училище „Максим Горки“, където е и първата му сценична изява, след това продължава образованието си в Техникума по художествени занаяти. Между 1969 и 1971 г. е член на група „Кенари“ към читалище „Светлина“, след което през 1971 г. се включва в „Златни струни“. Първият му запис е на народната песен „Дилмано, Дилберо“ (аранжимент: Найден Андреев), осъществен в БНР през 1972 г.
Караджов е лидер на група „Сигнал“ от самото създаване на групата е композитор на повечето им песни. Едни от най-известните им хитове са: „Липсваш ми“, „Мина и Лора“, „Сляп ден“, „Спри се“, „Спомен мил, спомен мой“, „Зелени сигнали“, „Между ад и рай“ и легендарните „Сбогом“, „Да те жадувам“ и „Може би“. Една от последните песни на „Сигнал“ се казва „Обещах ти луда нощ“. Имат издадена „Антология“ (от Стефкос мюзик), която включва 46 песни, които преди това са предимно записвани на грамофонни плочи.
В началото на 2008 г. Йордан Караджов се включва в благотворителната кампания на bTV „Великолепната шесторка“, в помощ на децата от Могилино, където пее в дует с журналистката Мариана Векилска.
През 2010 г. участва в благотворителната кампания „Великолепната шесторка 2“ в помощ на децата без родители.
През 2012 г. издава първия си самостоятелен албум, озаглавен „Такъв е животът“. Впоследствие, през 2017 г., Караджов отстъпва правата на албума за безплатно излъчване по Българското национално радио. Жестът е в подкрепа на Радиото в спора му с „Музикаутор“ за размера на заплащаните авторски права върху излъчваната музика.
През 2013 г. той участва в шоуто „Гласът на България“.
Йордан Караджов има забележителна колекция от китари и трофеите в нея наброяват над 40, с които са свирили Джордж Харисън от The Beatles, Кийт Ричардс от The Rolling Stones, Джими Пейдж от Led Zeppelin, Браян Мей от Queen, Пол Стенли от Kiss, блусари като Джони Уинтър и Гери Мур, както и акустичната китара на джазмена Джо Пас.

### Участие във филма „Цената на властта“ (2023)
През 2023 г. Йордан Караджов прави своя дебют в игралното кино с участие във филма Цената на властта на режисьора Исидор Карадимов. Той изпълнява ролята на Стоилов – влиятелен бивш политик, замесен в сенчестите сделки и скрити зависимости, които движат действието на филма. Героят му е свързващо звено между старото поколение и новите играчи на политическата сцена.
Филмът е политически трилър, фокусиран върху темите за корупцията, алчността и моралната разруха в българския преход. В него участват още Димитър Ковачев – Фънки, Камен Воденичаров, Тончо Токмакчиев, Диана Любенова, Борис Дали, Китодар Тодоров и други известни имена от българската сцена.

## Семейство
Със съпругата му Марияна са женени повече от 40 години, имат две деца, син – Даниел, и дъщеря – Лора, която е член на хип-хоп групата „Болфейс“, а по-късно прави и солова кариера.